# Macromia kubokaiya
Macromia kubokaiya är en trollsländeart som beskrevs av Syoziro Asahina 1964. Macromia kubokaiya ingår i släktet Macromia och familjen skimmertrollsländor. IUCN kategoriserar arten globalt som starkt hotad. Inga underarter finns listade i Catalogue of Life.